# ترجمات الأحمدية للقرآن الكريم

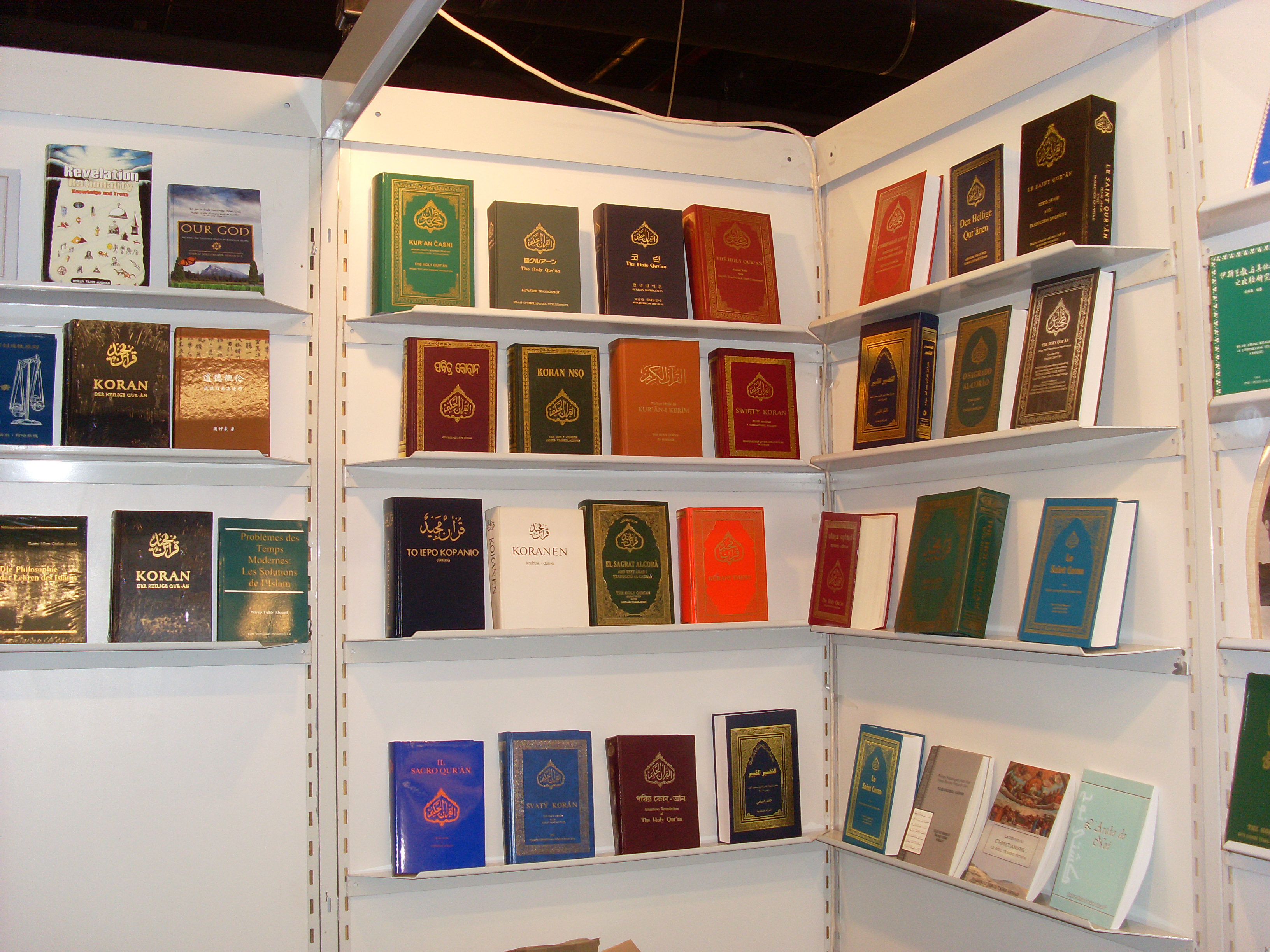
بعض من ترجمات القرآن الكريم العديدة التي قام بها مترجمون أحمديون في معرض فرانكفورت للكتاب عام 2009

توجد ترجمات أحمدية للقرآن الكريم بأكثر من 70 لغة. وقد تُرجمَت أجزاء من القرآن إلى العديد من اللغات الأخرى. أنتجت حركة لاهور الأحمدية ترجمات إلى 7 لغات على الأقل. وشهدت فترة أواخر الثمانينيات وأوائل التسعينيات تسارعًا في عدد الترجمات التي أنتجتها الحركة الأحمدية.
وقد أنتج باحثو الأحمدية بعض أقدم الترجمات القرآنية الأحمدية، ولا تزال هناك اليوم العديد من اللغات التي لا توجد لها سوى الترجمات التي ألفها علماء الجماعة الأحمدية. تُنشر كافة الترجمات جنبًا إلى جنب مع النص العربي.

## المنشورات
تتضمن ترجمات القرآن الكريم التي ألفها علماء الأحمدية دائمًا الآيات المترجمة إلى جانب النص العربي الأصلي. قبل نشر الترجمات، تُفحص وتُدقق وتُقرأ من مجموعة واسعة من الأفراد بحثًا عن الأخطاء. ويُتخذ إجراء مماثل عند إنتاج إصدارات منقحة من الترجمات. ويُطلب التوجيه من خليفة الأمة على وجه الخصوص فيما يتعلق بالصعوبات النصية واللغوية الأخرى. وبما أن أغلب ترجمات القرآن الكريم أصبحت متاحة منذ ثمانينيات القرن العشرين، فقد طلبت معظم الترجمات المشورة من الخليفة الرابع والخليفة الخامس.

## الأجزاء
تتكون ترجمات الأجزاء بشكل أساسي من "آيات مختارة"، ولكن هناك أيضًا بعض الترجمات التي تحتوي فقط على بعض الأجزاء. فُسرت الآيات المختارة للاحتفال بالذكرى المئوية لتأسيس الجماعة الأحمدية في عام 1989.